# Ганино (Тверская область)
Ганино — деревня в Удомельском городском округе Тверской области.

## География
Деревня находится в северной части Тверской области на расстоянии приблизительно 24 км на запад по прямой от железнодорожного вокзала города Удомля.

## История
Деревня известна с 1859 года как казенная. Дворов (хозяйств) было 21 (1859 год), 28(1886), 32 (1911), 34 (1958), 19 (1986), 7 (1999). В советское время работали колхозы им. Молотова, «Передовик», им. Дзержинского. До 2015 года входила в состав Мстинского сельского поселения до упразднения последнего. С 2015 года в составе Удомельского городского округа.

## Население
Численность населения: 132 человека (1859 год), 159 (1886), 218(1911), 103 (1958), 27(1986), 10 (1999), 51 (русские 96 %) в 2002 году, 36 в 2010.